# Konklawe 1378 (antypapież Klemens VII)
Konklawe 20 września 1378 – konklawe, które przez wybór Klemensa VII jako pierwszego antypapieża obediencji awiniońskiej zapoczątkowało wielką schizmę zachodnią w Kościele katolickim.

## Bunt kardynałów przeciw Urbanowi VI
Papież Urban VI został wybrany 8 kwietnia 1378 w warunkach, które od początku rodziły wątpliwości co do prawomocności tej elekcji. Kardynałowie byli bowiem poddani bardzo dużej presji ze strony rzymskiego tłumu i – jak potem twierdzili – działali w warunkach zagrożenia życia. Faktem jest jednak, że przez pierwsze tygodnie po konklawe nie podważali jego legalności i traktowali Urbana VI tak, jakby był prawowitym papieżem. Prawdopodobnie ten stan rzeczy by się nie zmienił, gdyby nie fakt, że Urban okazał się człowiekiem porywczym i aroganckim i rychło zraził do siebie niemal całe swoje otoczenie.
Kardynałowie po kolei dochodzili do wniosku, że papież oszalał i trzeba szybko znaleźć sposób na odsunięcie go od rządów. Kardynałowie francuscy zgromadzili się w Anagni, a następnie w Fondi na terytorium królestwa Neapolu, gdzie 2 sierpnia wydali odezwę do świata chrześcijańskiego, stwierdzającą, że podczas kwietniowego konklawe nie mieli zagwarantowanej swobody wyboru, stąd ówczesny werdykt należy uznać za nieważny. 9 sierpnia powtórzyli te twierdzenia i wezwali Urbana VI do ustąpienia. Wkrótce dołączyli do nich także trzej kardynałowie włoscy, którzy próbowali podjąć mediację, a wobec braku woli kompromisu ze strony Urbana VI przyjęli postawę wyczekującą. 18 września kardynałowie otrzymali list od króla Francji Karola V, w którym ten wzywał ich do szybkiego przeprowadzenia konklawe i wybrania nowego papieża. Inicjatywę tę wsparła królowa Neapolu Joanna I Andegaweńska, a także arcybiskup Arles Pierre du Cros, pełniący ważny urząd kamerlinga Świętego Kościoła Rzymskiego.

## Lista uczestników
W Fondi zgromadziło się 16 z 22 kardynałów, jednak w konklawe wzięło udział tylko 13:
- Jean du Cros; Kardynał z Limoges[6] (30 maja 1371) – kardynał biskup Palestriny; komendatariusz kościoła prezbiterialnego Ss. Nereo ed Achilleo; penitencjariusz większy
- Guillaume d'Aigrefeuille OSB (12 maja 1367) – kardynał prezbiter S. Stefano in Monte Celio; kamerling Świętego Kolegium Kardynałów
- Bertrand Lagier OFM; Kardynał z Glandèves[6] (30 maja 1371) – kardynał prezbiter S. Cecilia
- Robert de Genève; Kardynał z Genewy[6] (30 maja 1371) – kardynał prezbiter Ss. XII Apostoli
- Hugues de Montrelais; Kardynał z Bretanii[6] (20 grudnia 1375) – kardynał prezbiter Ss. IV Coronati
- Gui de Malsec; Kardynał z Poitiers[6] (20 grudnia 1375) – kardynał prezbiter S. Croce in Gerusalemme
- Jean de la Grange OSB; Kardynał z Amiens[6] (20 grudnia 1375) – kardynał prezbiter S. Marcello
- Pierre de Sortenac; Kardynał z Viviers[6] (20 grudnia 1375) – kardynał prezbiter S. Lorenzo in Lucina
- Gérard du Puy OSB; Kardynał z Montmajour[6] (20 grudnia 1375) – kardynał prezbiter S. Clemente
- Pierre Flandrin; Kardynał S. Eustachio[6] (30 maja 1371) – kardynał diakon S. Eustachio
- Guillaume Noellet; Kardynał S. Angelo[6] (30 maja 1371) – kardynał diakon S. Angelo in Pescheria
- Pierre de Vergne (30 maja 1371) – kardynał diakon S. Maria in Via Lata
- Pedro Martínez de Luna; Kardynał z Aragonii[6] (20 grudnia 1375) – kardynał diakon S. Maria in Cosmedin

Poza Guillaume'em d’Aigrefeuille, którego mianował jeszcze Urban V, wszyscy elektorzy byli nominatami Grzegorza XI.

### Obecni, ale nie głosujący
Ponadto w Fondi obecnych było trzech kardynałów włoskich, którzy wstrzymali się od uczestnictwa w konklawe:
- Pietro Corsini; Kardynał z Florencji[6] (nominacja kardynalska: 7 czerwca 1370) – kardynał biskup Porto e Santa Rufina; komendatariusz kościoła prezbiterialnego S. Lorenzo in Damaso
- Simone Brossano; Kardynał z Mediolanu[6] (20 grudnia 1375) – kardynał prezbiter Ss. Giovanni e Paolo
- Giacomo Orsini (30 maja 1371) – kardynał diakon S. Giorgio in Velabro

Corsiniego mianował Urban V, a pozostałych dwóch Grzegorz XI.

### Nieobecni
Nieobecnych było sześciu francuskich kardynałów:
- Angelic de Grimoard CanReg (18 września 1366) – kardynał biskup Albano; komendatariusz kościoła prezbiterialnego S. Pietro in Vincoli; prymas Świętego Kolegium Kardynałów; archiprezbiter bazyliki laterańskiej
- Gilles Aycelin de Montaigu; Kardynał z Thérouanne[6] (17 września 1361) – kardynał biskup Tusculum; komendatariusz kościoła prezbiterialnego Ss. Silvestro e Martino
- Jean de Blauzac CanReg; Kardynał z Nîmes[6] (17 września 1361) – kardynał biskup Sabiny; komendatariusz kościoła prezbiterialnego S. Marco; wikariusz Awinionu
- Pierre de Monteruc; Kardynał z Pampeluny[6] (23 grudnia 1356) – kardynał prezbiter S. Anastasia; protoprezbiter Świętego Kolegium Kardynałów; wicekanclerz Świętego Kościoła Rzymskiego
- Guillaume de Chanac OSB; Kardynał z Mende[6] (30 maja 1371) – kardynał prezbiter S. Vitale
- Hugues de Saint-Martial (17 września 1361) – kardynał diakon S. Maria in Portico; protodiakon Świętego Kolegium Kardynałów; archiprezbiter bazyliki watykańskiej

Wszyscy nieobecni znajdowali się a Awinionie. Czterech z nich mianował Innocenty VI, a po jednym Urban V i Grzegorz XI.

## Wybór Klemensa VII
Konklawe rozpoczęło się 20 września i trwało zaledwie kilka godzin. Już w pierwszym głosowaniu 12 głosów (wszystkie oprócz własnego) otrzymał 36-letni kardynał Robert de Genève. Prawdopodobnie o jego wyborze zadecydowały względy polityczne: nie był ani Włochem, ani poddanym króla Francji, lecz wywodził się z rodziny hrabiów cesarstwa. Był przy tym spokrewniony z rodami panującymi we Francji, na Węgrzech i w Cesarstwie, co miało mu zagwarantować poparcie polityczne, niezbędne w sporze z Urbanem VI. Elekt przybrał imię Klemensa VII. 21 września kardynał Pierre Flandrin podał wynik konklawe do publicznej wiadomości. 31 października odbyła się inauguracja pontyfikatu.
Mimo podjętych przez Klemensa VII działań nie udało mu się ani zdobyć Rzymu, ani zyskać powszechnego uznania, choć poparcia udzieliło mu wiele krajów europejskich (m.in. Francja, Neapol, Sabaudia, Szkocja, Hiszpania). Po krótkim czasie musiał wycofać się z Italii do Awinionu, stąd jego obediencja nazwana została „awiniońską”. W ten sposób w Kościele rozpoczęła się wielka schizma zachodnia, która trwała aż do 1417 roku (a w wymiarze lokalnym – nawet do 1429).